# 더 위쳐 3: 와일드 헌트
《더 위처 3: 와일드 헌트》(영어: The Witcher 3: Wild Hunt, 폴란드어: Wiedźmin 3: Dziki Gon)는 스토리 위주의 액션 RPG이다. CD 프로젝트 RED에 의해 개발되어 CD 프로젝트에 의해 2015년 배급되었다. 게임은 폴란드의 작가 안제이 사프코프스키의 판타지 소설 시리즈 《위처》를 원작으로 한다. 2011년 비디오 게임 《더 위처 2: 왕들의 암살자》의 속편이자 위처 비디오 게임 시리즈의 세 번째 작품이다.
삼인칭 시점으로서 오픈월드를 플레이하는 플레이어는, 위처로 알려진 괴물 사냥꾼이자 주인공인 리비아의 게롤트를 조종하여 자신이 입양한 딸을 찾아 나서는 여정을 떠난다. 그 딸은 자신을 잡아 힘을 이용해 먹으려는 "와일드 헌터"로부터 도망다니고 있다. 게임 전반에 걸쳐 플레이어는 세계의 다양한 위협들과 맞서 무기와 마법으로 대항하고, 수많은 비플레이어 등장인물와 교류하며, 그리고 메인 스토리 퀘스트, 사이드 퀘스트, 괴물 추적, 보물 사냥를 완수하여 게롤트의 각종 기술과 장비를 향상시키는 데 쓰이는 경험치와 골드를 획득한다. 게임의 중심 줄거리는, 게롤트가 줄거리의 특정 지점에서의 플레이어의 선택으로 하여금 확정되는 다중 엔딩을 지원한다.
《와일드 헌트》는 2015년 5월 19일 마이크로소프트 윈도우, 플레이스테이션 4, 엑스박스 원용으로 전 세계에서 발매했다. 게임은 발표 이후로 극찬을 끌어모았으며 게임플레이, 내러티브, 세계 디자인, 전투, 시각 측면에서 집중적인 찬사가 쏟아졌다. 게임은 2015년 게임 어워드에서 다수 수상했으며, 게임 언론, 평론가, 어워드 이벤트로부터 수없이 많이 올해의 게임으로 지정되었다. 그리고 다수에 의해 역대 가장 훌륭한 롤 플레잉 게임 중 하나로 간주되었다. 또한 상업적으로 성공해 6백만 장 이상이 출시 6주 이내에 팔려나갔다. 두 가지 확장팩 《하츠 오브 스톤》, 《블러드 앤 와인》이 제작되었다. 기본 게임과 두 개의 확장팩 그리고 모든 추가적인 다운로드 콘텐츠가 수록된 어 게임 오브 더 이어 에디션이 2016년 8월 출시되었다.

## 게임플레이
《더 위처 3: 와일드 헌트》는 액션 롤 플레잉 게임으로 삼인칭 시점으로 플레이한다. 게임에서 플레이어는 위처로 알려진 괴물 사냥꾼 리비아의 게롤트를 플레이한다. 게롤트는 걷고 달리고 구르고 회피할 수 있으며 시리즈에서 처음으로 뛰고 오르고 수영할 수 있게 되었다. 게롤트는 넓은 범위의 무기를 장비했으며, 그 예로 폭탄, 석궁, 쇠검, 은검 등이 있다. 플레이어는 검을 검집에서 뽑고 교체하고 검집에 도로 집어넣을 수 있다. 근접 공격에서는 두 가지 방법이 존재한다. 첫 째로 가벼운 공격은 빠르지만 약하며, 둘 째로 무거운 공격은 느리지만 강한다. 플레이어는 적이 자기 검으로 공격할 때 막는 것이 가능하고 카운터를 넣을 수 있다. 검들은 내구도에 한계가 있으므로 정기적으로 수리해 주어야 한다. 추가적으로 정신적 공격에서, 게롤트는 처리가 필요할 때 다섯 종류의 마법 사인을 그릴 수 있다. 아드는 즉각적인 염력 폭발을 촉발하며, 액시는 적을 혼란스럽게 하며, 아그니는 적에게 타는 손상을 가하며, 이르덴은 적을 느리게 하며, 쿠엔은 플레이어에게 임시적인 보호막을 제공한다. 이들 사인은 스테미너을 소모하기에 무한히 끌어다 사용할 수 없다. 플레이어는 게롤트의 마법 힘을 더욱 강력하게 하기 위해 뮤타젠을 사용할 수도 있다. 플레이어가 적에게 공격을 받아 체력이 닳아도, 착용한 방어구들이 체력 손실을 줄여준다. 체력은 명상이나 음식 및 약물의 섭취로 재생성할 수 있다. 게임의 특정 구간에서 플레이어는 시리로 플레하게 되며, 그는 짧은 거리를 순간이동할 수 있는 능력을 보유했다.
게임은 반응하고 진보된 인공 지능과 다이나믹 환경을 도입했다. 낮밤 주기는 몇몇 괴물과 그들의 힘에 영향을 주는데, 이는 한밤에 만월이 되는 동안 늑대 인간이 힘을 얻는다는 통속적인 신화 주제와 비슷하다. 플레이어는 게임 내에 존재하는, 각 장마다 다른 괴물들의 정보를 담은 괴물 도감을 읽음으로서 적들을 배워 전투에 대비하는 것이 가능하다. 플레이어가 적을 한 놈 죽인 다음에는, 이들의 시체를 뒤져 가치있는 아이템을 수집 가능하다. 게롤트의 위처 센스는 플레이어로 하여금 수집하거나 뒤져볼 수 있는 흥미로운 물체를 찾게 한다. 아이템들은 인벤토리에 보관되고, 인벤토리는 업그레이드를 구매함으로서 확장된다. 플레이어는 행상인에게 아이템을 팔 수도 있고 그들은 플레이어에게 통화의 형태인 크라운을 주거나, 쓸모있는 아이템, 예를 들어 포션, 룬스톤, 상형 문자, 폭탄 제작에 사용되는 재료를 준다. 또한 대장장이에게 가서 모아온 재료로 새로운 무기나 갑옷을 주문할 수 있다. 아이템의 판매 가격과 제작에 소모되는 비용은 지역 경제의 국가에 따라 달라진다.
게임은 내러티브에 크게 무게를 두고 있다. 대화 바퀴를 도입하여 플레이어가 비플레이 등장인물에 어떻게 반응할 것인지를 선택하게 한다. 줄거리에서, 게롤트는 세계의 상황을 바꾸게 되는 중대한 결정을 내리게 되며 이는 결과적으로 36개의 엔딩으로 나뉘어 게임 내의 등장인물에게 정서적 영향을 미친다. 게롤트는 또한 특정 퀘스트를 완료함으로서 게임의 일부 여성 등장인물과 연애 관계를 맺는 것이 가능하다. 주 퀘스트 외에도, 게임의 세계관을 전달하는 책들이 존재한다. 플레이어는 마을의 게시판에 들러 사이드 퀘스트를 수행할 수 있다. 이러한 사이드 미션은, 플레이어에게 괴물을 좇아 사냥하는 임무를 맡기는 위처 계약, 플레이어에게 한 세트로 완성해 봄직한 최고의 무기와 방어구 파츠를 보상으로 주는 보물 사냥 퀘스트 등이 포함된다. 미션을 완수하는 것만이 플레이어의 경험치 슥듭을 위한 유일한 길이다. 플레이어에게 충분한 경험치가 쌓였다 싶을 때, 게롤트는 레벨을 올리고 플레이너에게는 능력 포인트가 주어진다. 이 포인트들은 4가지 스킬 트리 - 전투, 사인, 연금술, 일반 - 에 소모할 수 있다. 전투를 업그레이드하면 게롤트의 신체적 공격이 강화되고 새로운 공격 기술이 해금되며, 사인을 업그레이드하면 게롤트의 마법 사용이 보다 효과적이게 되고, 연금술을 업그레이드하면 제작 기술이 향상되고, 일반 업그레이드는 게롤트의 활영을 증진하는 것부터 석궁의 피해를 높이는 것까지 그 범위가 다양하다. 오픈 월드가 도입된 게임은 몇몇 대국으로 쪼개져 있다. 게롤트는 자유롭게 각 국가를 보행 혹은 배와 같은 탈것으로 탐험할 수 있다. 로치라는 게롤트의 말은 필요에 따라 소환할 수 있다. 플레이너는 로치에 타면서도 적을 검으로 죽일 수 있으나, 적들의 존재가 로치에게 혼란을 가져와 게롤트를 낙마시킬 수 있다. 지도에는 흥미로운 장소가 표시되기도 한다. 플레이어는 다양한 국가에서의 소규모 미션을 완수한 뒤 경험치를 획득할 수 있다. 탐험을 함으로서, 플레이어는 플레이스 오브 파워라는, 플레이어에게 추가적인 능력치를 부여하는 장소를 발견할 수 있다. 플레이어가 참여할 수 있는 다른 활동으로는 경마, 복싱, 카드 게임 등이 있다. 카드 게임의 메커닉은 추후 완전히 확장된 형태의 스탠드얼론 게임으로 이식되었다.

## 개요

### 설정
《더 위처 3: 와일드 헌트》는 대륙을 무대로 하며, 이 가상의 세계는 평행하는 차원과 추가적인 차원의 세계에 둘러싸여 있다. 인간, 엘프, 드워프, 괴물 등의 생명체들이 대륙에 공존하고 있으나, 비인간들은 다른 종족으로부터 종종 핍박을 받고 있다. 대륙은 최근 북부 왕국들을 침략한 에미르 바 엠레이스 (찰스 댄스)가 통치하는 닐프가드 제국과 라도비드 5세가 통치하는 르다니아 간의 전쟁으로 유린당하고 있다.
주역인 위처 리비아의 게롤트 (두그 코클)는 어릴 적 전투, 추적, 마법을 숙지하고 뮤넌트를 통해 변이되어 힘과 속도가 증진된, 그리고 독소에 면역된 괴물 사냥꾼이다. 그는 강력한 소서러스 벤거버그의 예니퍼 (데니스 고그)와 자신의 애인 트리스 메리골드 (자이미 바보코프), 바드 단델라이온 (존 슈와브), 드워프 전사 졸탄 치베이 (알렉산더 몰턴), 게롤트의 위처 스승 베스미어의 지원을 받는다. 게롤트는 자신과 예니퍼의 수양딸 시리 (조 와이어트)의 재등장에 자극되어 행동에 나선다. 시리는 잠재력 있는 마법 능력을 타고난 채 태어났으며 부모의 죽음 이후 위처로서의 교육과 예니퍼의 마법 수업을 받았다. 시리는 에미르 황제가 자신의 생물학적 부모임을 모르고 있으며, 황제는 자신이 저주받고 있을 무렵 시리의 아버지 노릇을 했었다. 시리는 사실상 저지가 불가능한 유령 전사들의 무리이자 난데없이 나타나 주변을 얼려버리는 와일드 헌터로부터 도망치기 위해 몇년 간 스스로를 숨기고 살았다. 와일드 헌터는 에르딘이라는 이름의 엘프가 이끌고 있으며, 그는 평행 차원 출신이다.
게임에서 등장하는 장소에는, 르다니아의 도시 노비그라드와 옥센부르트, 접전이 벌어진 무인지대 벨렌, 최근 정복된 테메리아의 수도였던 도시 비지마, 다양한 바이킹 형태의 집단들이 다스리는 스켈리게 제도, 위처의 본거지 케어 모헨 등이 포함돼 있다.

## 평가
| 평가 |                                        |
| --- | -------------------------------------- |
| 통합 점수 통합사 점수 메타크리틱 (PC) 93/100 [ 37 ] (PS4) 92/100 [ 38 ] (XONE) 91/100 [ 39 ] 평론 점수 평론사 점수 디스트럭토이드 8/10 [ 40 ] 게임 인포머 9.75/10 [ 41 ] 게임 레볼루션 [ 42 ] 게임스팟 10/10 [ 43 ] 게임스레이더+ [ 44 ] 게임트레일러스 9.8/10 [ 45 ] IGN 9.3/10 [ 46 ] PC 게이머 (US) 92/100 [ 47 ] 폴리곤 8/10 [ 48 ] VideoGamer.com 9/10 [ 49 ] |                                        |
| 통합 점수 |                                        |
| 통합사 | 점수                                   |
| 메타크리틱 | (PC) 93/100 (PS4) 92/100 (XONE) 91/100 |
| 평론 점수 |                                        |
| 평론사 | 점수                                   |
| 디스트럭토이드 | 8/10                                   |
| 게임 인포머 | 9.75/10                                |
| 게임 레볼루션 | [ 42 ]                                 |
| 게임스팟 | 10/10                                  |
| 게임스레이더+ | [ 44 ]                                 |
| 게임트레일러스 | 9.8/10                                 |
| IGN | 9.3/10                                 |
| PC 게이머 (US) | 92/100                                 |
| 폴리곤 | 8/10                                   |
| VideoGamer.com | 9/10                                   |

### 참조주
1. ↑  Handrahan, Matthew (2015년 5월 19일). “CD Projekt Red: Selling The Witcher 3”. 《Gamindustry.biz》. 2015년 11월 23일에 확인함.
2. ↑  Yin-Poole, Wesley (2013년 2월 21일). “The Witcher 3: Wild Hunt confirmed for PlayStation 4 in 2014”. Eurogamer. 2013년 2월 21일에 확인함.
3. ↑  Purchese, Robert (2013년 6월 10일). “The Witcher 3 confirmed for Xbox One, has optional Kinect commands, SmartGlass stuff”. Eurogamer. 2013년 6월 10일에 확인함.
4. ↑  Lear, Jack (2015년 5월 18일). “A Witcher Primer: What You Need To Know To Play The Witcher 3”. 《Polygon》. Vox Media. 2015년 5월 27일에 원본 문서에서 보존된 문서. 2017년 6월 17일에 확인함.
5. ↑  “The Witcher 3 Wild Hunt Game Manual” (PDF). CD Projekt RED. 2015년 5월 15일. 2017년 6월 17일에 원본 문서 (PDF)에서 보존된 문서. 2017년 6월 17일에 확인함.
6. 1 2 3  Purchese, Robert (2013년 3월 1일). “The Witcher 3: no QTEs, a 50-hour quest, no XP for killing, only for quests”. 《Eurogamer》. Gamer Network. 2017년 6월 17일에 원본 문서에서 보존된 문서. 2017년 6월 17일에 확인함.
7. 1 2 3  Phipps, Brett (2015년 6월 1일). “The Witcher 3 Guide – Combat Basics for Beginners”. 《VideoGamer.com》. Resero Network. 2017년 6월 17일에 원본 문서에서 보존된 문서. 2017년 6월 17일에 확인함.
8. ↑  Dunsmore, Kevin (2017년 1월 26일). “The Witcher 3: Wild Hunt is the Most Ambitious RPG Yet”. 《Hardcore Gamer》. 2017년 6월 17일에 원본 문서에서 보존된 문서. 2017년 6월 17일에 확인함.
9. ↑  Leack, Jonathon (2015년 5월 19일). “Becoming Unstoppable: The Witcher 3: Wild Hunt Tips Guide [UPDATED]”. 《Game Revolution》. CraveOnline. 2017년 6월 17일에 원본 문서에서 보존된 문서. 2017년 6월 17일에 확인함.
10. ↑  VanOrd, Kevin (2015년 5월 18일). “The Witcher 3: Wild Hunt Magical Signs Guide”. 《GameSpot》. CBS Interactive. 2015년 5월 25일에 원본 문서에서 보존된 문서. 2017년 6월 17일에 확인함.
11. ↑  “The Witcher 3 guide”. 《Eurogamer》. Gamer Network. 2016년 11월 2일. 2017년 6월 17일에 원본 문서에서 보존된 문서. 2017년 6월 17일에 확인함.
12. 1 2  Hawkins, Josh (2015년 5월 19일). “The Witcher 3 – How to Use Skills, Signs and Magic”. 《USgamer》. Gamer Network. 2016년 6월 11일에 원본 문서에서 보존된 문서. 2016년 6월 11일에 확인함.
13. ↑  Karmali, Luke (2014년 12월 15일). “The Witcher 3 Wild Hunt Will Let You Play As Ciri”. 《IGN》. 지프 데이비스. 2014년 12월 17일에 원본 문서에서 보존된 문서. 2017년 6월 17일에 확인함.
14. ↑  OXM Staff (2015년 2월 25일). “Why Geralt has cheered up for The Witcher 3: Wild Hunt”. 《GamesRadar》. 퓨처 (기업). 2015년 2월 26일에 원본 문서에서 보존된 문서. 2015년 8월 6일에 확인함.
15. 1 2 3 4 5 6 7  Hamilton, Kirk (2015년 5월 19일). “Tips For Playing The Witcher 3: Wild Hunt”. 《Kotaku》. Gizmodo Media Group. 2015년 6월 13일에 원본 문서에서 보존된 문서. 2017년 6월 17일에 확인함.
16. ↑  Dawson, Bryan (2015년 6월 15일). “The Witcher 3: Wild Hunt Prologue – Kill the Griffin, Voorhis Conversation Options”. 《Prima Games》. 2017년 6월 17일에 원본 문서에서 보존된 문서. 2017년 6월 17일에 확인함.
17. ↑  Lavoy, Bill (2015년 5월 27일). “How to Earn More Crowns in The Witcher 3: Wild Hunt”. 《Prima Games》. 2017년 6월 17일에 원본 문서에서 보존된 문서. 2017년 6월 17일에 확인함.
18. ↑  “The Witcher 3 – Alchemy: potions, bombs, decoctions, oils, substances, ingredients”. 《Eurogamer》. Gamer Network. 2016년 11월 2일. 2017년 6월 17일에 원본 문서에서 보존된 문서. 2017년 6월 17일에 확인함.
19. ↑  “The Witcher 3 – crafting: components, repair kits, Glyphs and Runestones”. 《Eurogamer》. Gamer Network. 2016년 11월 2일. 2017년 6월 17일에 원본 문서에서 보존된 문서. 2017년 6월 17일에 확인함.
20. ↑  Lavoy, Bill (2015년 6월 3일). “The Witcher 3 Bear and Ursine School Gear”. 《USgamer》. Gamer Network. 2017년 6월 17일에 원본 문서에서 보존된 문서. 2017년 6월 17일에 확인함.
21. ↑  Hillier, Brenna (2015년 12월 22일). “The Witcher 3: How to get the best ending”. 《VG247》. Videogaming247. 2017년 1월 21일에 원본 문서에서 보존된 문서. 2017년 6월 17일에 확인함.
22. ↑  Buffa, Christopher (2015년 5월 18일). “The Witcher 3: Wild Hunt – Carnal Knowledge and Romance Guide”. 《Prima Games》. 2017년 6월 17일에 원본 문서에서 보존된 문서. 2017년 6월 17일에 확인함.
23. ↑  Hillier, Brenna (2015년 5월 25일). “The Witcher 3: Mysterious Tracks Witcher Contract”. 《VG247》. Videogaming247. 2017년 6월 17일에 원본 문서에서 보존된 문서. 2017년 6월 17일에 확인함.
24. ↑  Dyer, Mitch (2015년 4월 13일). “Slaughtering With Signs: The Magic of The Witcher 3 Wild Hunt”. 《IGN》. 지프 데이비스. 2015년 8월 22일에 원본 문서에서 보존된 문서. 2015년 8월 22일에 확인함.
25. ↑  Carter, Chris (2015년 5월 19일). “Very Quick Tips: The Witcher 3: Wild Hunt”. 《Destructoid》. ModernMethod. 2017년 6월 17일에 원본 문서에서 보존된 문서. 2017년 6월 17일에 확인함.
26. ↑  Saed, Sherif (2015년 6월 3일). “12 things you didn't know you could do in The Witcher 3”. 《VG247》. Videogaming247. 2017년 6월 17일에 원본 문서에서 보존된 문서. 2017년 6월 17일에 확인함.
27. ↑  Haywald, Justin (2015년 4월 25일). “How the Side Quests in the Witcher 3 Can Change the Whole Story”. 《GameSpot》. CBS Interactive. 2015년 4월 26일에 원본 문서에서 보존된 문서. 2017년 6월 17일에 확인함.
28. ↑  “The Witcher 3 – Places of Power: where to find all fifteen”. 《Eurogamer》. Gamer Network. 2016년 8월 29일. 2017년 6월 17일에 원본 문서에서 보존된 문서. 2017년 6월 17일에 확인함.
29. ↑  Hamilton, Kirk (2015년 5월 26일). “The Witcher 3 Is Even Bigger Than You Think”. 《Kotaku》. Gizmodo Media Group. 2015년 8월 21일에 원본 문서에서 보존된 문서. 2017년 6월 17일에 확인함.
30. ↑  Hillier, Brenna (2015년 5월 29일). “The Witcher 3: Collect 'Em All – How to get every Gwent card”. 《VG247》. Videogaming247. 2015년 5월 29일에 원본 문서에서 보존된 문서. 2015년 5월 29일에 확인함.
31. ↑  Cryer, Hirun (2017년 6월 6일). “Gwent Guide – Tips and Tricks, How to Play Gwent, How to Win at Gwent, How to Get Scrap”. 《USgamer》. Gamer Network. 2017년 6월 17일에 원본 문서에서 보존된 문서. 2017년 6월 17일에 확인함.
32. 1 2 3  Fenlon, Wes (2015년 5월 18일). “The Witcher 3 story primer: catch up on the essentials”. PC Gamer. 2015년 5월 19일에 원본 문서에서 보존된 문서. 2016년 6월 25일에 확인함.
33. ↑  Pinchefsky, Carol (2016년 6월 29일). “10 Geek Actors Who Do Stand-Out Video Game Voice Acting”. Syfy. 2017년 6월 25일에 원본 문서에서 보존된 문서. 2016년 6월 25일에 확인함.
34. 1 2 3 4  Hamilton, Kirk (2015년 5월 18일). “A Beginner’s Guide To The World Of The Witcher”. Kotaku. 2015년 5월 20일에 원본 문서에서 보존된 문서. 2016년 6월 25일에 확인함.
35. 1 2 3  Purchese, Robert (2017년 1월 27일). “The voice behind The Witcher”. Eurogamer. 2017년 1월 28일에 원본 문서에서 보존된 문서. 2016년 6월 25일에 확인함.
36. 1 2 3  CD Projekt RED (2015년 5월 19일). 《The Witcher 3: Wild Hunt》 (Microsoft Windows). CD Projekt. 장면: Credits (approx 5 minutes 14 seconds).
37. ↑  “The Witcher 3: Wild Hunt for PC Reviews”. 《Metacritic》. CBS Interactive. 2017년 6월 11일에 원본 문서에서 보존된 문서. 2016년 6월 10일에 확인함.
38. ↑  “The Witcher 3: Wild Hunt for PlayStation 4 Reviews”. 《Metacritic》. CBS Interactive. 2017년 6월 11일에 원본 문서에서 보존된 문서. 2015년 11월 24일에 확인함.
39. ↑  “The Witcher 3: Wild Hunt for Xbox One Reviews”. 《Metacritic》. CBS Interactive. 2017년 6월 11일에 원본 문서에서 보존된 문서. 2015년 11월 24일에 확인함.
40. ↑  Carter, Chris (2015년 5월 12일). “Review: The Witcher 3: Wild Hunt”. 《Destructoid》. ModernMethod. 2015년 5월 15일에 원본 문서에서 보존된 문서. 2015년 5월 12일에 확인함.
41. ↑  Wallace, Kimberley (12 May 2015). “Choice On A Grand Scale – The Witcher 3: Wild Hunt – PlayStation 4”. 《Game Informer》. 12 May 2015에 원본 문서에서 보존된 문서.
42. ↑  Leack, Jonathan (2015년 5월 20일). “The Witcher 3: Wild Hunt Review”. 《Game Revolution》. CraveOnline. 2015년 5월 30일에 원본 문서에서 보존된 문서. 2015년 5월 20일에 확인함.
43. ↑  VanOrd, Kevin (2015년 5월 12일). “The Witcher 3: Wild Hunt Review”. 《GameSpot》. CBS Interactive. 2015년 6월 9일에 원본 문서에서 보존된 문서. 2015년 11월 24일에 확인함.
44. ↑  Senior, Tom (2015년 5월 12일). “The Witcher 3: Wild Hunt review”. 《GamesRadar》. 퓨처 (기업). 2015년 1월 26일에 원본 문서에서 보존된 문서. 2015년 5월 12일에 확인함.
45. ↑  Bloodworth, Daniel (2015년 5월 12일). “The Witcher 3: Wild Hunt Review”. 《게임트레일러스》. IGN. 2015년 5월 15일에 원본 문서에서 보존된 문서. 2015년 11월 24일에 확인함.
46. ↑  Ingenito, Vince (2015년 5월 12일). “The Witcher 3: The Wild Hunt Review”. 《IGN》. 지프 데이비스. 2015년 5월 12일에 원본 문서에서 보존된 문서. 2015년 5월 12일에 확인함.
47. ↑  Prescott, Shaun (2015년 5월 21일). “The Witcher 3 PC review”. 《PC Gamer》. 퓨처 (기업). 2017년 4월 8일에 원본 문서에서 보존된 문서. 2015년 9월 27일에 확인함.
48. ↑  Gies, Arthur (2015년 5월 13일). “The Witcher 3: Wild Hunt review: off the path”. 《Polygon》. Vox Media. 2017년 4월 5일에 원본 문서에서 보존된 문서. 2015년 5월 14일에 확인함.
49. ↑  Phipps, Brett (2015년 5월 12일). “The Witcher 3: Wild Hunt Review”. 《VideoGamer.com》. Resero Network. 2015년 5월 13일에 원본 문서에서 보존된 문서. 2015년 5월 12일에 확인함.